# Guillaume Gabriel Bouton
Guillaume Gabriel Bouton est un peintre français né à Cuxac (Aude) le 6 février 1730, et mort à Toulouse le 7 octobre 1782.

## Biographie
Guillaume Gabriel Bouton a été l'élève du peintre toulousain Rivalz.
L'essentiel de sa carrière de « portraitiste en miniature » se déroula au Portugal et en Espagne, où il travailla à la cour à la cour de Charles III.
Au moment du mariage de sa fille, Marie Françoise Bouton, avec François Cammas, le 30 mai 1772, étant absent car il a dû se rendre à Bordeaux puis dans la péninsule ibérique, le contrat de mariage ne peut pas être signé.
Il a été élu associé artiste de l'Académie royale de peinture, sculpture et architecture de Toulouse en 1756 et a été professeur adjoint de dessin aux écoles de  l'Académie en 1777, où il a eu comme élève Pierre-Henri de Valenciennes.
Il a été aussi associé à l'Académie de Marseille en 1762, et à l'Académie de Bordeaux en 1772.
Franc-maçon, un certificat daté du 16 juin 1757 montre qu'il a été surveillant de la Loge de Saint-Jean Ancienne et Fille de Clermont Réunies, affilié à celle de l'Amitié de Bordeaux, le 18 juillet suivant, de Saint-Jean d'Écosse le 6 juin 1762.